# سي جيه قروب
مؤسسة سي جيه  (هانغل: 씨제이㈜) هي عبارة عن تكتل مجموعة من الشركات الكورية الجنوبية ويقع مقرها الرئيسي في مدينة سول . وتضم العديد من الشركات في مختلف الصناعات من الأغذية والخدمات، والصيدلة والتكنولوجيا الحيوية، والترفيه ووسائل الإعلام، التسويق المنزلي والخدمات اللوجستية. كانت مجموعة سي جيه في الأصل فرع من سامسونغ إلى أن فصلت في العقد 1990

## روابط خارجية
- الموقع الإلكتروني لمجموعة سي جي (كورية)
- الموقع الإلكتروني لمجموعة سي جي بالإنجليزية